# Société Internationale des Artistes Chrétiens
Die SIAC (Société Internationale des Artistes Chrétiens) ist eine Internationale Gesellschaft katholischer Künstler und eines von fünf Sekretariaten der Pax Romana ICMICA. Sie wurde 1951 gegründet, um Künstler aus vielen Ländern zusammenzubringen, die nach christlichen Werten leben und arbeiten. Bei den Kongressen 1965 in Kopenhagen und 1998 in Schlierbach (Österreich) wurde die Gesellschaft neu strukturiert und ökumenisch ausgerichtet.
Der bereits 1947 in Rom gegründete Dachverband Pax Romana ICMICA ist ein Weltverband römisch-katholischer Akademiker und Künstler, hat 63 Mitgliedsverbände in 49 Ländern auf allen Kontinenten und ist bei den Vereinten Nationen (UN) in New York, bei der Organisation für Erziehung, Wissenschaft und Kultur (UNESCO) in Paris, beim Wirtschafts- und Sozialrat der UN (ECOSOC) in Wien und bei der Europäischen Union (EU) in Straßburg als nichtstaatliche Organisation anerkannt.

## Bekannte Mitglieder
In der Wikipedia sind unter anderem folgende Künstler als SIAC-Mitglieder erwähnt:
- Karlheinz Bargholz (1920–2015, deutscher Architekt)
- Justus Dahinden (1925–2020, Schweizer Architekt)
- Hansjakob Lill (1913–1967, deutscher Architekt)
- Ferdinand Pfammatter (1916–2003, Schweizer Architekt, Gründungsmitglied)
- Erich Widder (1925–2000, österreichischer Kunsthistoriker, Diözesankonservator, 1976 Vizepräsident)
- Adolfo Winternitz (1906–1993, österreichisch-peruanischer Künstler, Gründungsmitglied)